# Joan Nepomucè
Joan Nepomucè o Joan de Nepomuk (Pomuk, abans de 1349-Praga, 16 de maig de 1393) va ser un prevere de Bohèmia, canonge de la catedral de Praga i predicador a la cort del rei Venceslau, que el va fer matar llençant-lo al riu i ofegant-lo. Va ser canonitzat per Benet XIII el 1729. És sant patró de Bohèmia, dels confessors i de les persones en perill d'ofegament.

## Vida
La documentació existent, registres i cròniques testimonien que en 1393 un tal Joan de Nepomuk era vicari general de l'arxidiòcesi de Praga i que el 20 de març d'aquell any, per ordre del rei Venceslau IV, va ser llençat a les aigües del Moldava, on va morir ofegat.
Aquest Joan era fill de Welflin (o Wölflin), ciutadà de Pomuk (actual Nepomuk, petita ciutat a 30 km de Pilsen), i havia estudiat teologia i jurisprudència a la Universitat de Praga. El 1373 va fer-se sacerdot i esdevingué notari públic a la cancelleria episcopal; el 1374 fou protonotari i després secretari de l'arquebisbe Joan de Jenzenstein (Jenstein). Continuà els estudis a la universitat de Pàdua, on es doctorà el 1387 en dret canònic.
Fou canonge a l'església de Sant Gil de Praga i el 1389 esdevingué rector de la de Sant Gal i canonge de la catedral de Wyschehrad. El 1390 va renunciar a la parròquia de Sant Gal i es feu ardiaca de Sasz i canonge de la catedral de Sant Vit, però sense rebre'n beneficis eclesiàstics. Poc després fou nomenat president del tribunal eclesiàstic i, el 1393, vicari general de la diòcesi.
Venceslau IV, rei de Bohèmia i emperador del Sacre Imperi, desitjava fundar una diòcesi nova per a un dels seus favorits i ordenà que a la mort de l'abat Rarek de Kladrau no fos elegit cap abat, i que l'església de l'abadia fos convertida en seu episcopal. El vicari general s'oposava a aquesta ordre, contrària al dret canònic. Així, en morir l'abat Rarek el 1393, els monjos de Kladrau elegiren un nou abat i Joan, com a vicari general, va confirmar l'elecció sense tenir en compte els desitjos del monarca.

### La mort
Venceslau va ordenar la presó del vicari general, del vicari de la catedral, el prevere Venceslau de Meissen, l'ajudant de l'arquebisbe i del degà dels canonges de la catedral. Van ser torturats i, menys Joan, van cedir a les demandes del rei. Joan va ser torturat novament, cremant-li els costats amb torxes, però continuava ferm. Finalment, el rei va manar d'encadenar-lo, portar-lo a través de la ciutat i llençar-lo al riu des del Pont de Carles. Era el 20 de març de 1393.

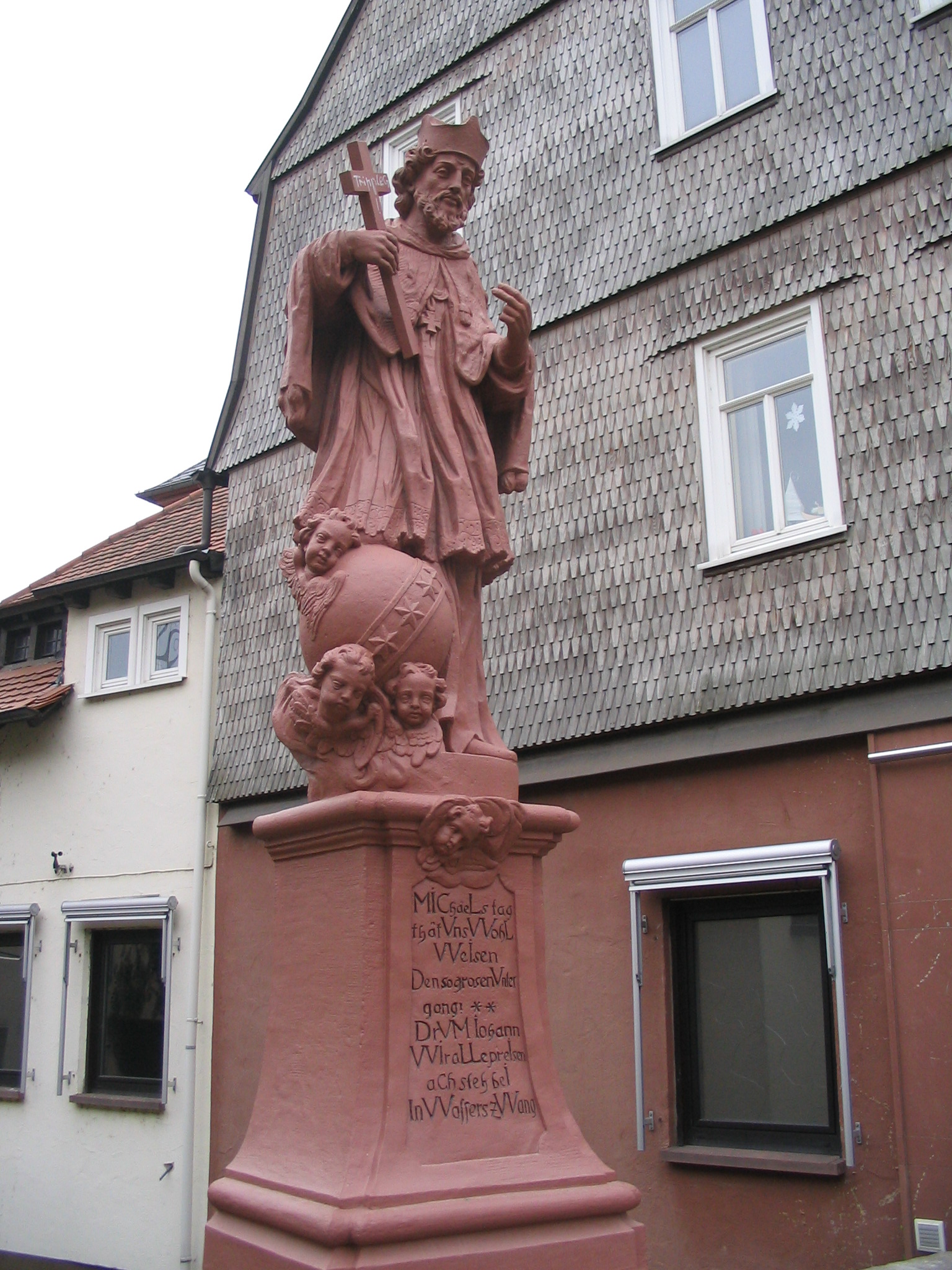
Estàtua a un pont de Bensheim (Alemanya), s. XVII
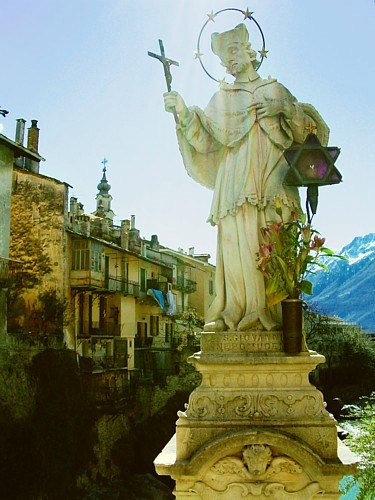
Estàtua al pont de Chiavenna (Itàlia)
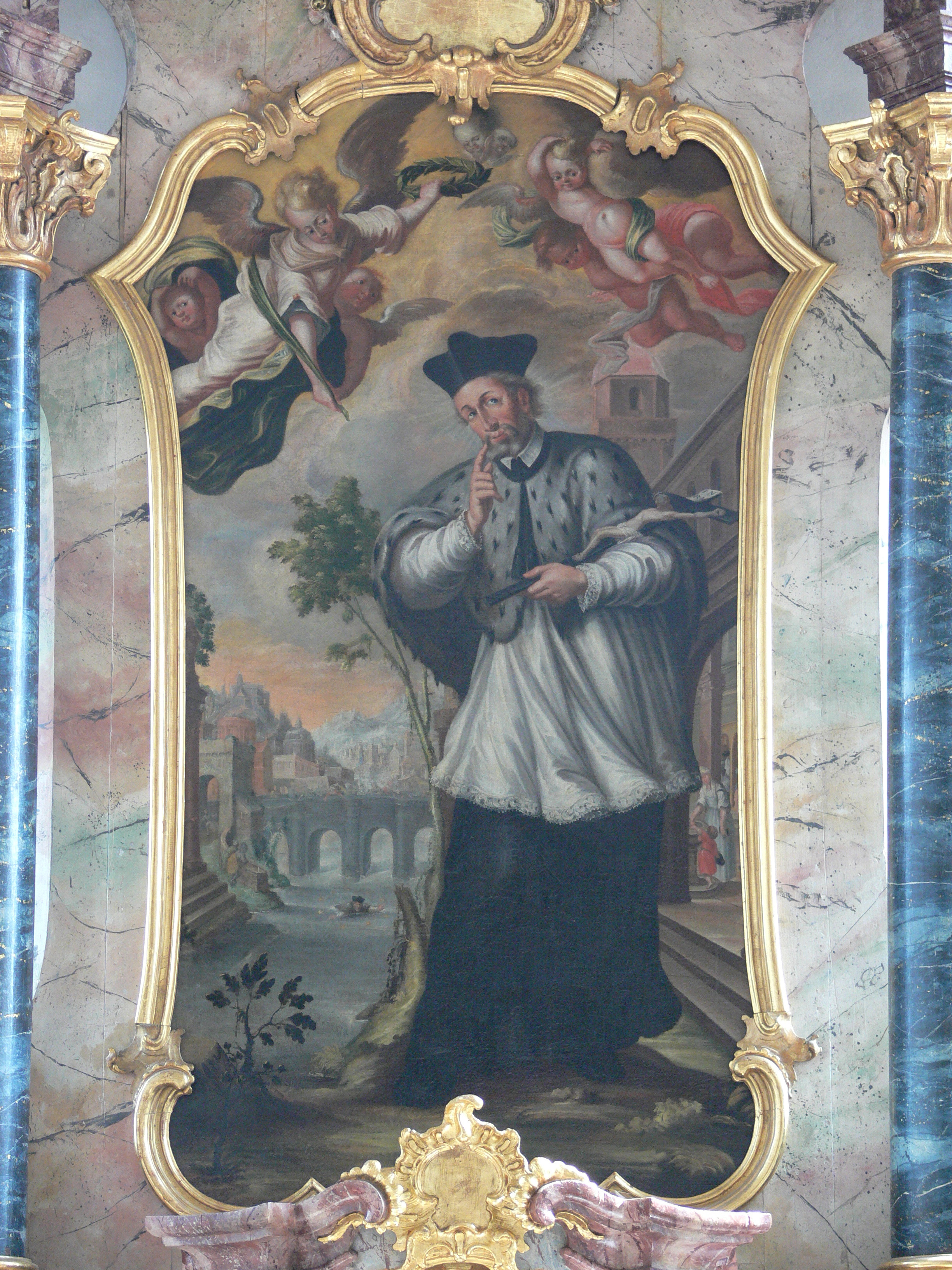
Pintura de l'altar de St. Ursula de Horgenzell (Alemanya)
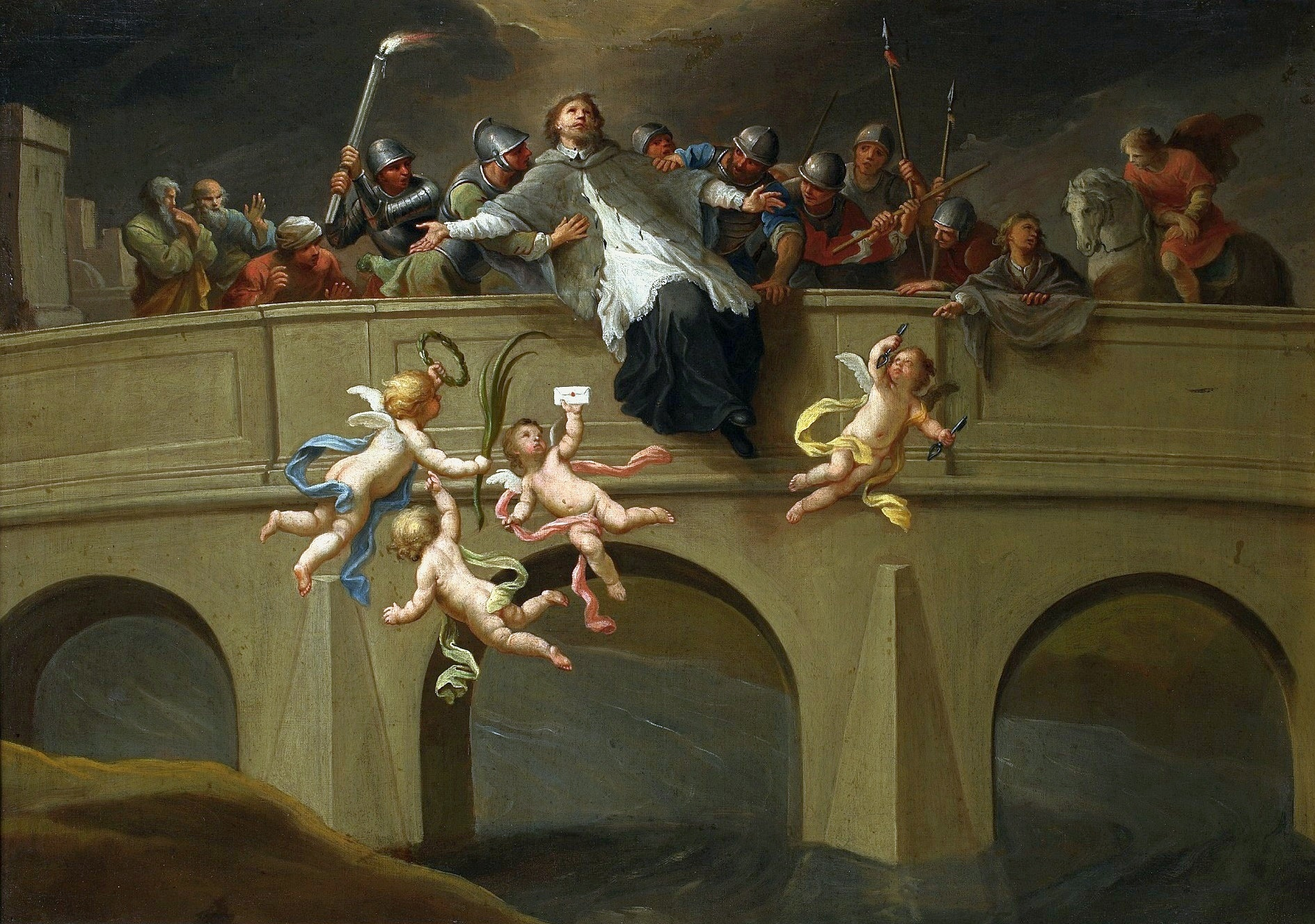
Martiri, per Szymon Czechowicz (Museu Nacional de Varsòvia)

### Altres versions
Algunes cròniques escrites 60-80 anys després de la seva mort, i per això considerades com a llegendàries, atribueixen el martiri a altres causes. Diu la tradició que Joan de Nepomuk era el confessor de la reina Joana de Baviera i el rei, que en dubtava de la fidelitat, havia demanat al confessor que li revelés el que li havia dit la reina. Joan no va acceptar violar el secret de confessió i per això el rei va ordenar-ne la mort. Això passava el 16 de maig de 1383. Lluïen només cinc estrelles, que marcaren el lloc on hi havia el seu cos.
L'endemà al matí, el cos va ser trobat a la riba del riu, envoltat d'una estranya llum. El lloc de l'execució, sobre el Pont de Carles, ha estat des de llavors lloc de veneració i està marcat amb una làpida i una placa de bronze en forma de creu: segons la tradició, tocant aquesta placa amb la mà esquerra s'obté fortuna per als deu anys següents.

### Problemes d'identitat
Hi ha una controvèrsia, encara no resolta, sobre la identitat del sant, amb dues dades diferents de mort.
L'historiador Hajek von Liboczan (1553) va ser el primer a suggerir que hi havia dos personatges diferents amb el mateix nom, el predicador de la cort mort en 1383 per no voler revelar la confessió de la reina i l'auxiliar episcopal de Praga, que havia estat mort en 1393 per confirmar l'elecció de l'abat de Kladrau. Això també ha portat alguns historiadors a negar l'autenticitat del sant i considerar-lo com a llegendari.
Altres historiadors moderns creuen que, probablement, només hi havia una persona, el vicari general mort en 1393 i que la controvèrsia neix d'un error del degà de la catedral de Sant Vit, Joan de Krumlov, que en 1483 va transcriure equivocadament la data de mort del sant, posant 1383.
De bell antuvi, els contemporanis del sant van començar a venerar el vicari general com a màrtir i sant, poc després de 1393. És versemblant que el cos es recuperés i se soterrés a la catedral, on consta la veneració que se'n feia. La història del martiri per no voler violar el secret de confessió no apareix fins al 1459, a la Chronica regum Romanorum de Thomas Ebendorfer (+ 1464). El cronista, en aquest cas, parla de Joan de Pomuk, el mateix que havia mort en 1393 i, per tant, d'una sola persona.
No va ser fins al 1483 que el degà de la catedral, Joan de Krumlov, va donar com a data de mort del sant el 1383: podria tractar-se d'un error d'escriptura. A partir d'aquest moment, Hajek von Liboczan (+ 1553) és el primer a plantejar l'existència de dos Joan de Nepomuk: a Annales Bohemorum, corrent que creixeria durant els segles següents. El 1670, Bohuslav Balbinus, jesuita, dona com a data de la mort del màrtir de la confessió el dia 16 de maig de 1383.
Avui dia, la majoria d'historiadors creuen que l'únic sant existent va ser el vicari assassinat el 1393 i que la raó va ser la confirmació de l'abat, donant la història del segret de confessió com una tradició llegendària o com un altre fet del mateix Joan de Nepomuk.

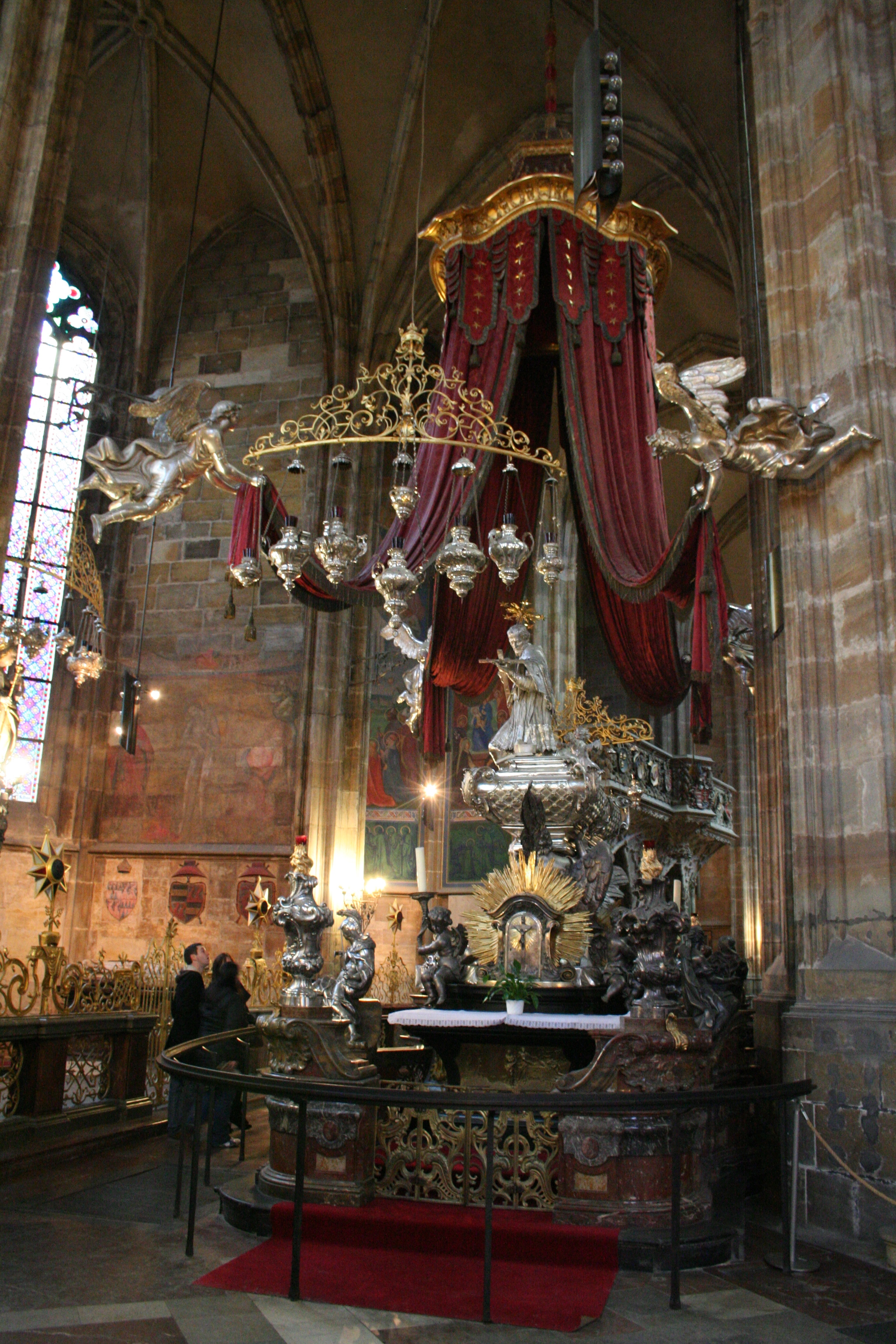
Sepulcre a la Catedral de Praga
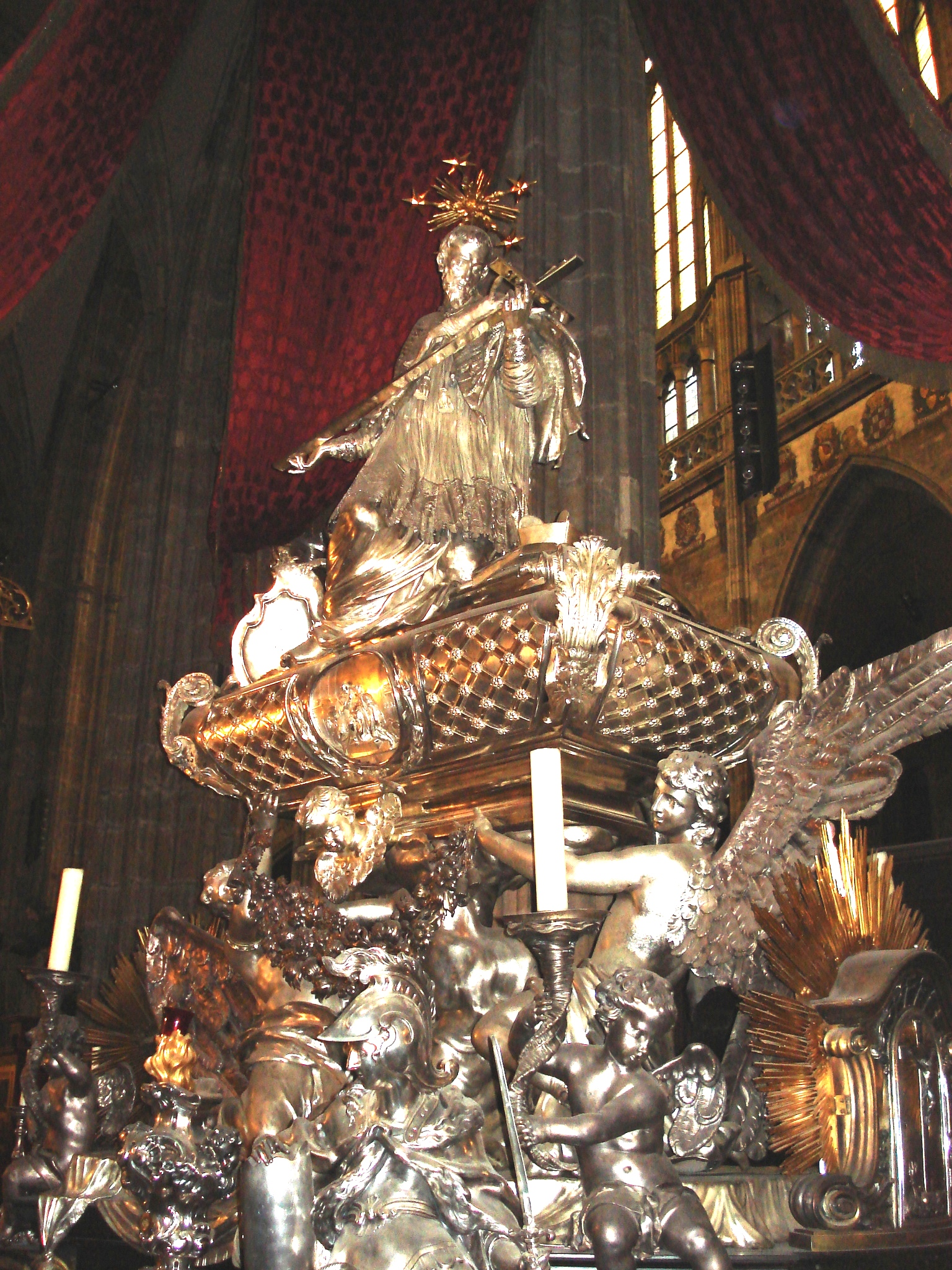
Estàtua d'argent al sepulcre de la catedral
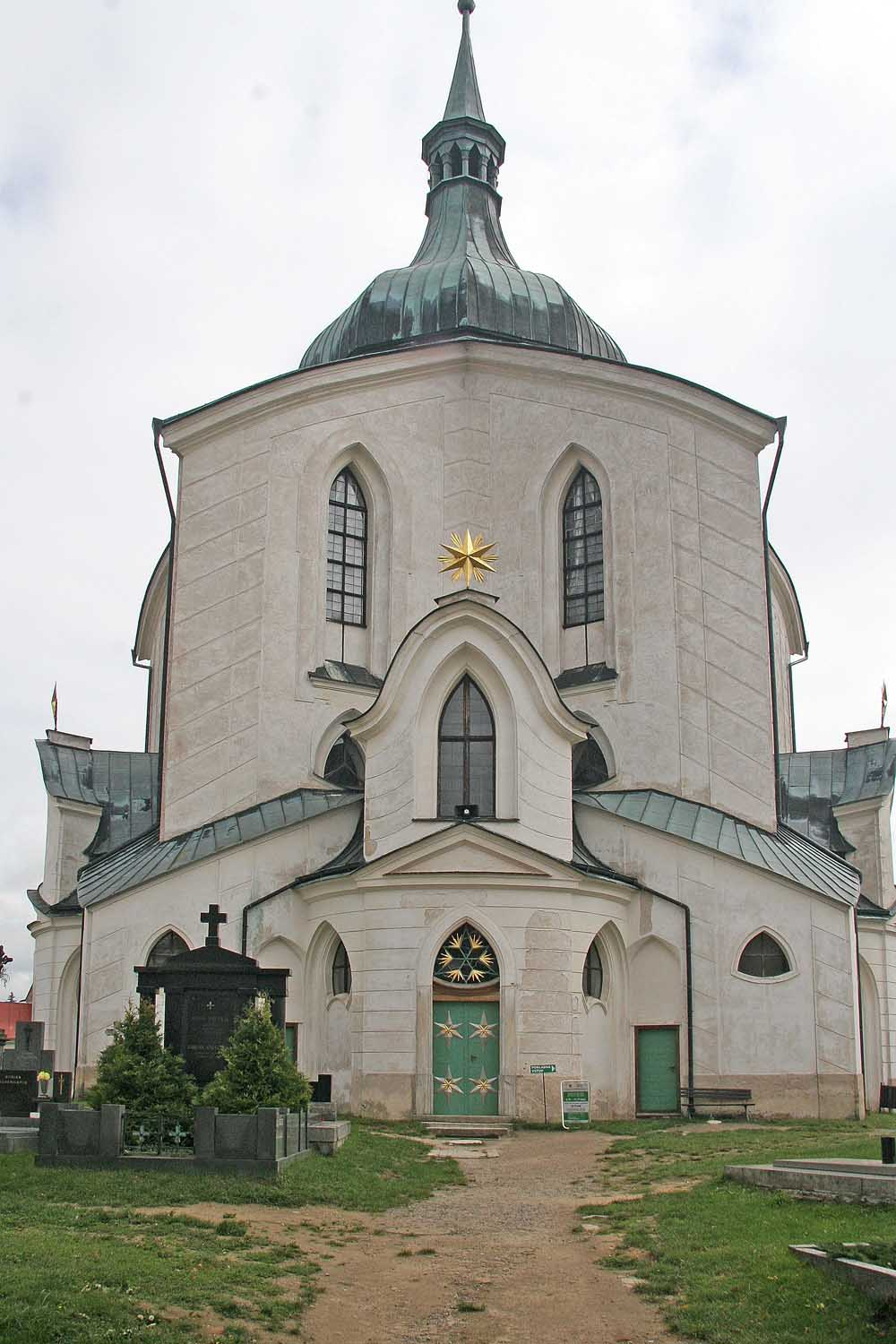
Església de pelegrinatge de Sant Joan a Zelená Hóra (Žďár nad Sázavou), 1719
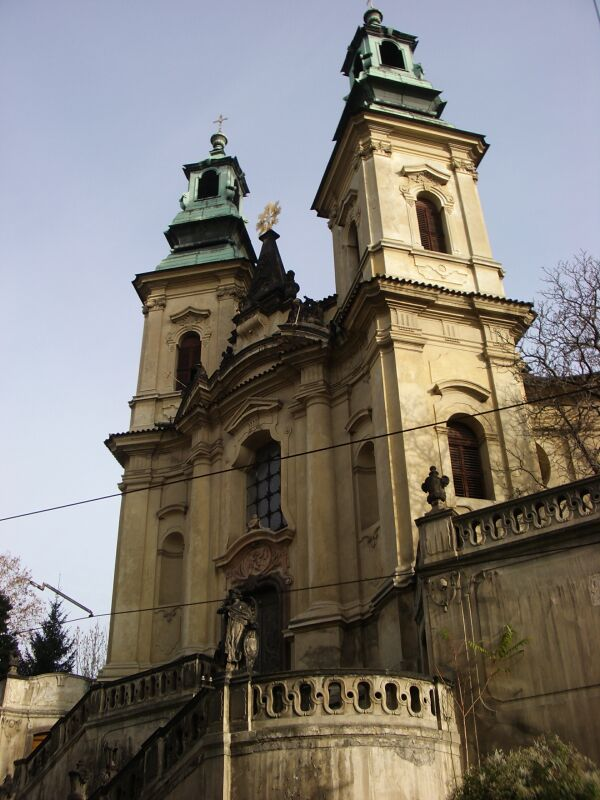
Església de Sant Joan de Nepomuk de la Roca (Praga)
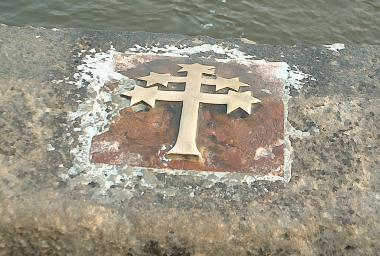
Làpida al Pont de Carles que recorda el punt d'on va ser llençat Joan de Nepomuk al riu Moldava

## Veneració
El sant va ser enterrat a la Catedral de Praga. El sepulcre és una obra barroca de grans dimensions, en argent i metall daurat, projectat per Fischer von Erlach en 1736.
El màrtir fou venerat durant molt de temps només a Bohèmia.
El capítol de Praga va agilitar el procés de canonització en 1675. Quan el 1719 se n'obrí el sepulcre de la catedral de Praga, va trobar-se que la seva llengua estava incorrupta, encara que ennegrida. En 1721 va ser beatificat i en 1729, canonitzat, en aquest acte es canta un Te Deum dedicat al sant, compost per František Ludvík Poppe. Les actes de canonització partien que la mort havia tingut lloc el 16 de maig de 1383 a causa del secret de confessió.
La polèmica sobre l'autenticitat del sant va afectar el seu culte. Moltes escultures dedicades van ser destruïdes entre 1919 i 1920. El 1973, una anàlisi antropològica de les restes del sant van confirmar que eren compatibles amb el període cronològic suposat i el culte se'n va revifar. El 1993, sisè centenari de la mort, va ser declarat any de Sant Joan Nepomucè pel cardenal de Praga.
La veneració al sant es va estendre per l'Europa catòlica, on poden trobar-se nombroses obres artístiques amb la seva figura. És freqüent trobar-ne escultures en els ponts, com a sant protector dels que els transiten. Durant la contrareforma, el seu culte va ser promogut per a subratllar la importància del sagrament de la penitència i l'obligació del secret de confessió, al contrari que els corrents protestants que havien suprimit el sagrament.

## Iconografia
El seu atribut més característic és una aurèola o nimbe amb cinc estrelles. També acostuma a aparèixer abraçat a un crucifix i (però amb menys freqüència) portant la palma dels màrtirs.
Obresː
Estàtua de pedra procedent del Pont d'Alcántara, de Giovanno Antonio Bellini, 1743 (Lisboa, Museu Arqueològic do Carmo)